# Anton Gág

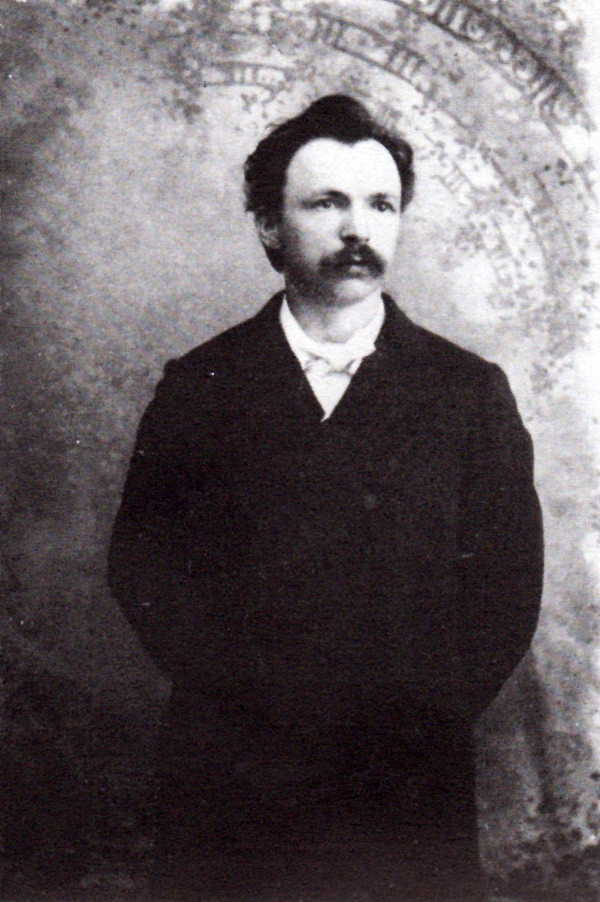
malíř Anton Gág

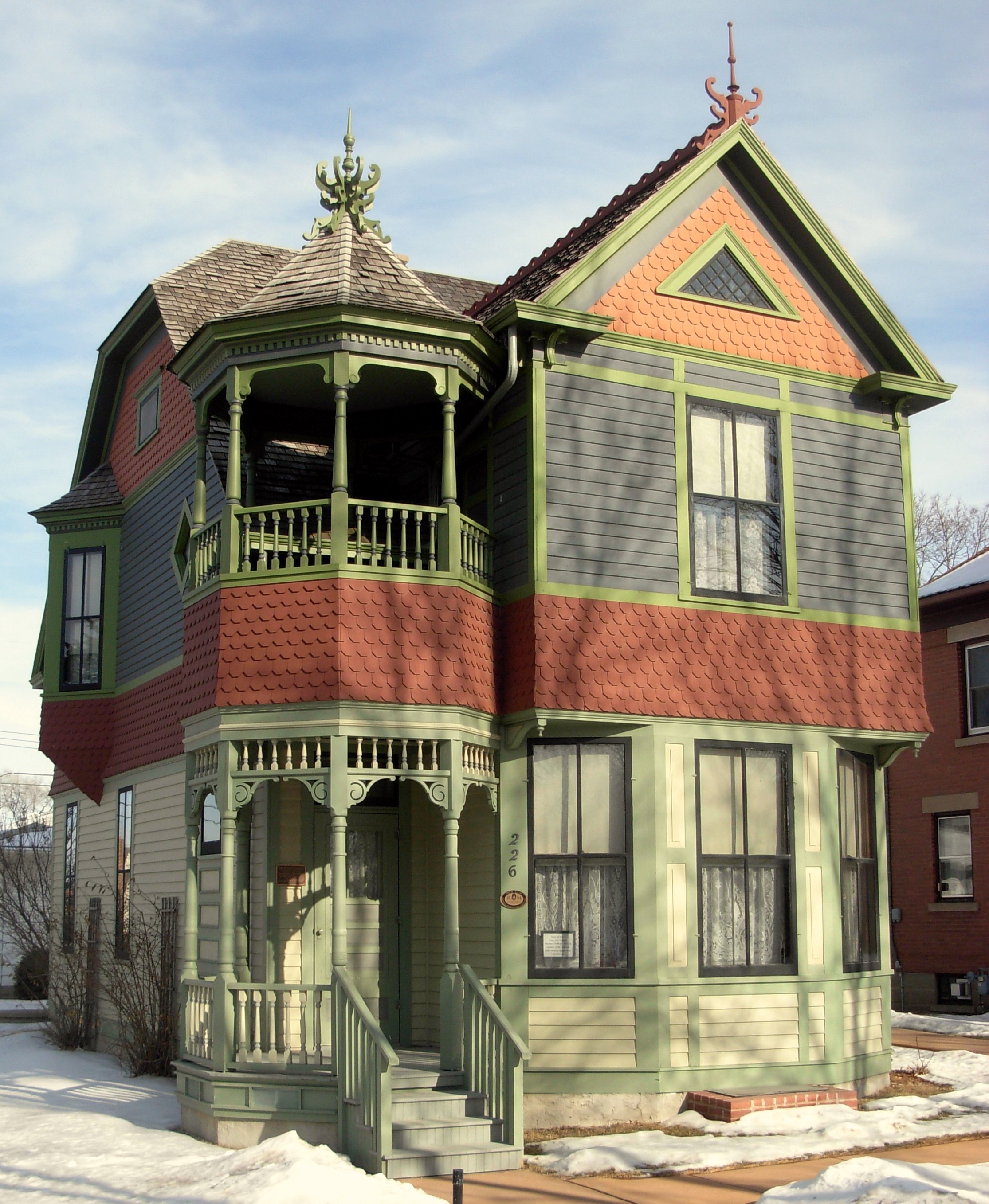
Wanda Gág House – rodinný dům Gágových

Antonín Gág, též Anton Gag, nebo Gaag (12. června 1858, Valcha u Tachova – 22. května 1908, New Ulm, Minnesota, USA) byl česko-americký malíř a studiový fotograf ze Sudet. Byl známý svými portréty, zátišími, krajinami a nástěnnými malbami .

## Život
V roce 1873 se svou rodinou emigroval do Spojených států ve 14 letech a později se usadil v New Ulm v Minnesotě, kde strávil většinu svého tvůrčího života.
Spolu s dalšími místními malíři se Gág věnoval výzdobám oltářů a zdí několika kostelů v této oblasti. Se svým spolupracovníkem také vytvořili velké panorama s jedenácti panely na téma války v Dakotě v roce 1862. Jeden z jeho obrazů bitva o New Ulm visí v budově Capitol v Minnesotě.

## Galerie

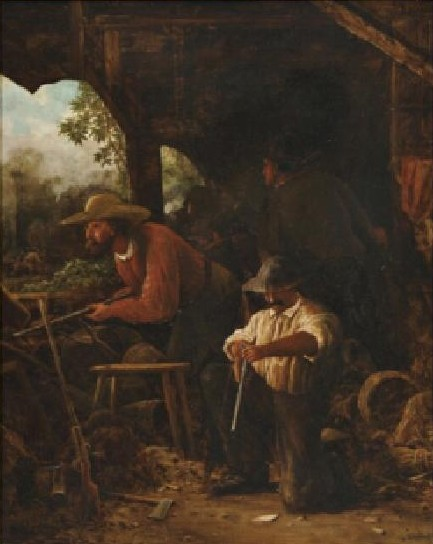
Zachraňování pevnosti
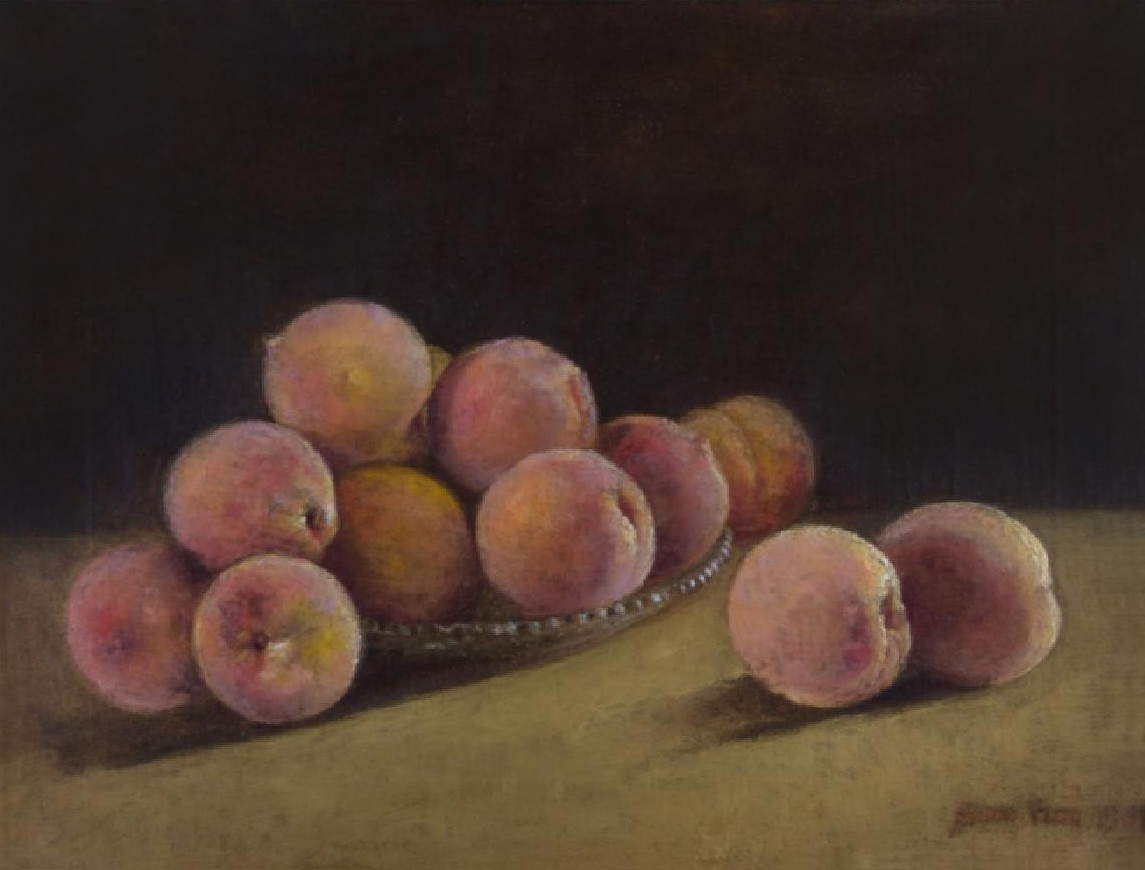
Zátiší s broskvemi
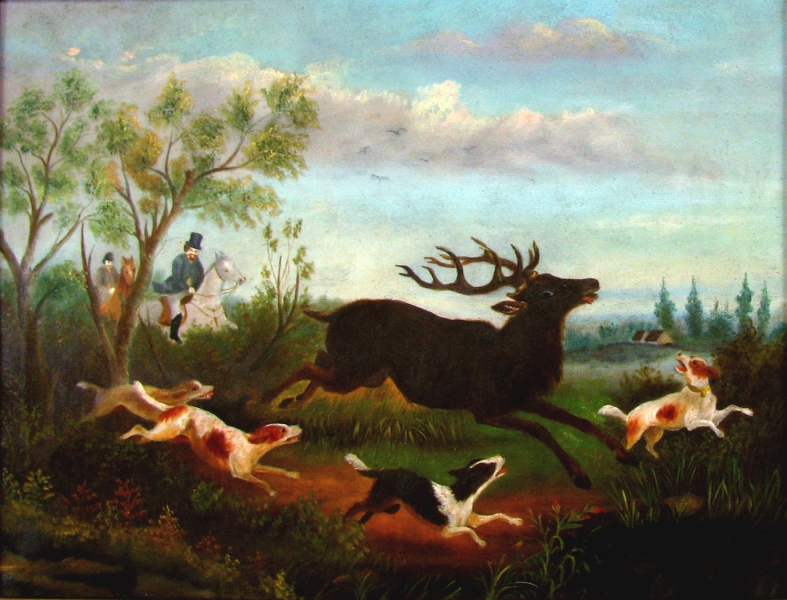
Štvanice na jelena
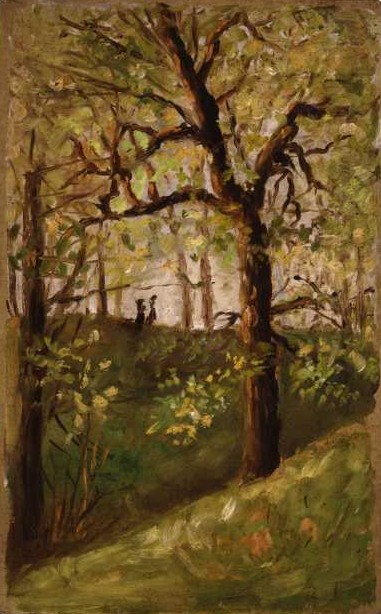
Dvě dívky v dálce
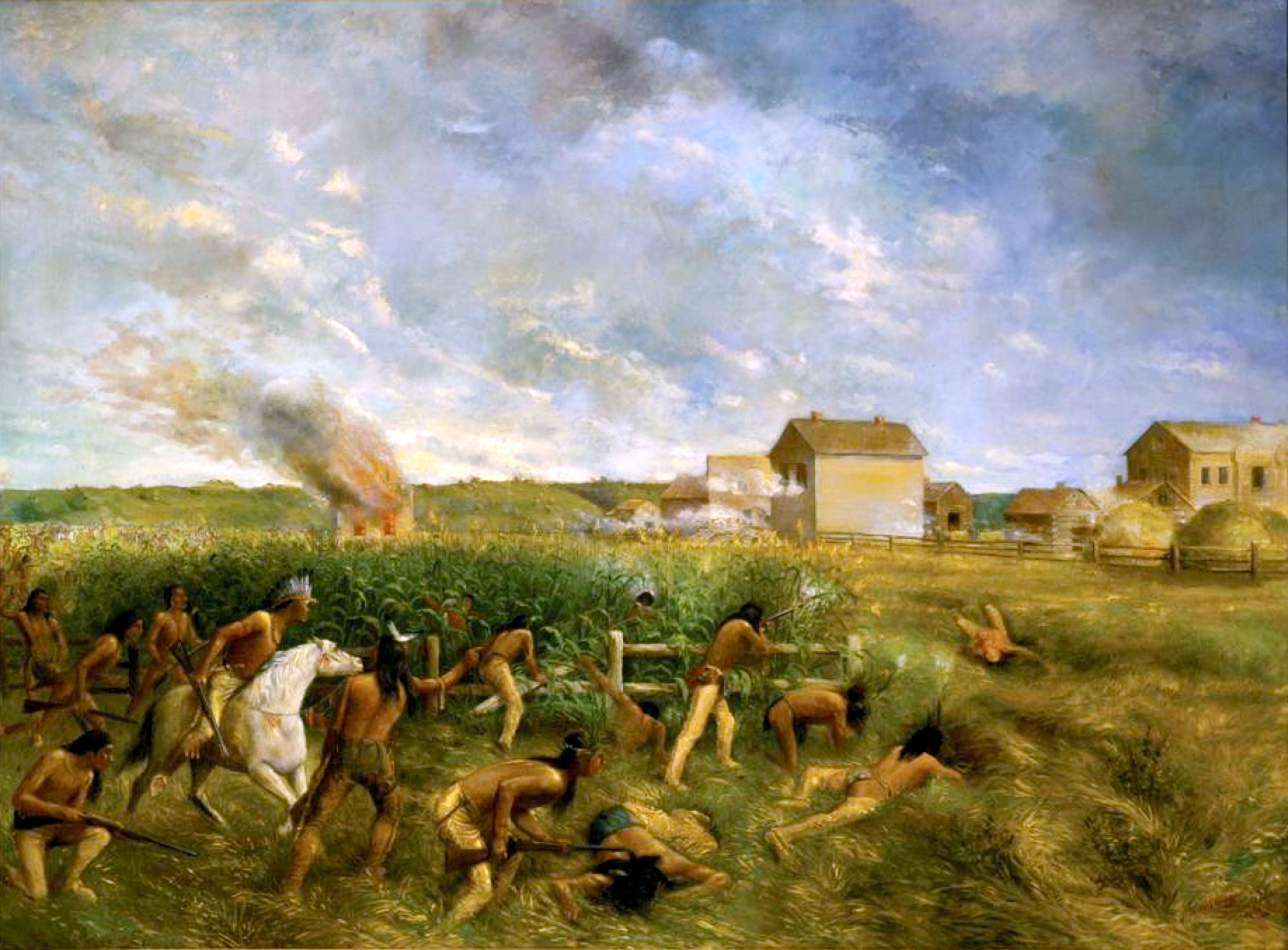
Útok na New Ulm (1904)
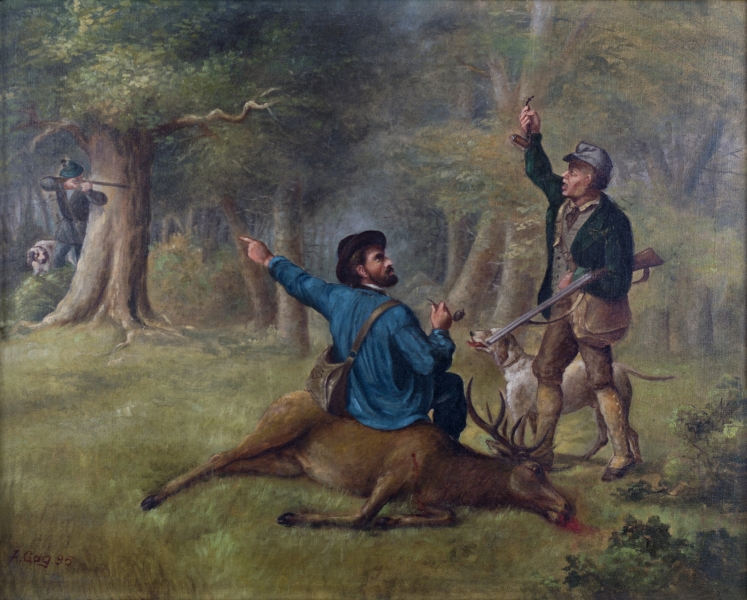
Lovecká scéna se zabitým jelenem (1895)
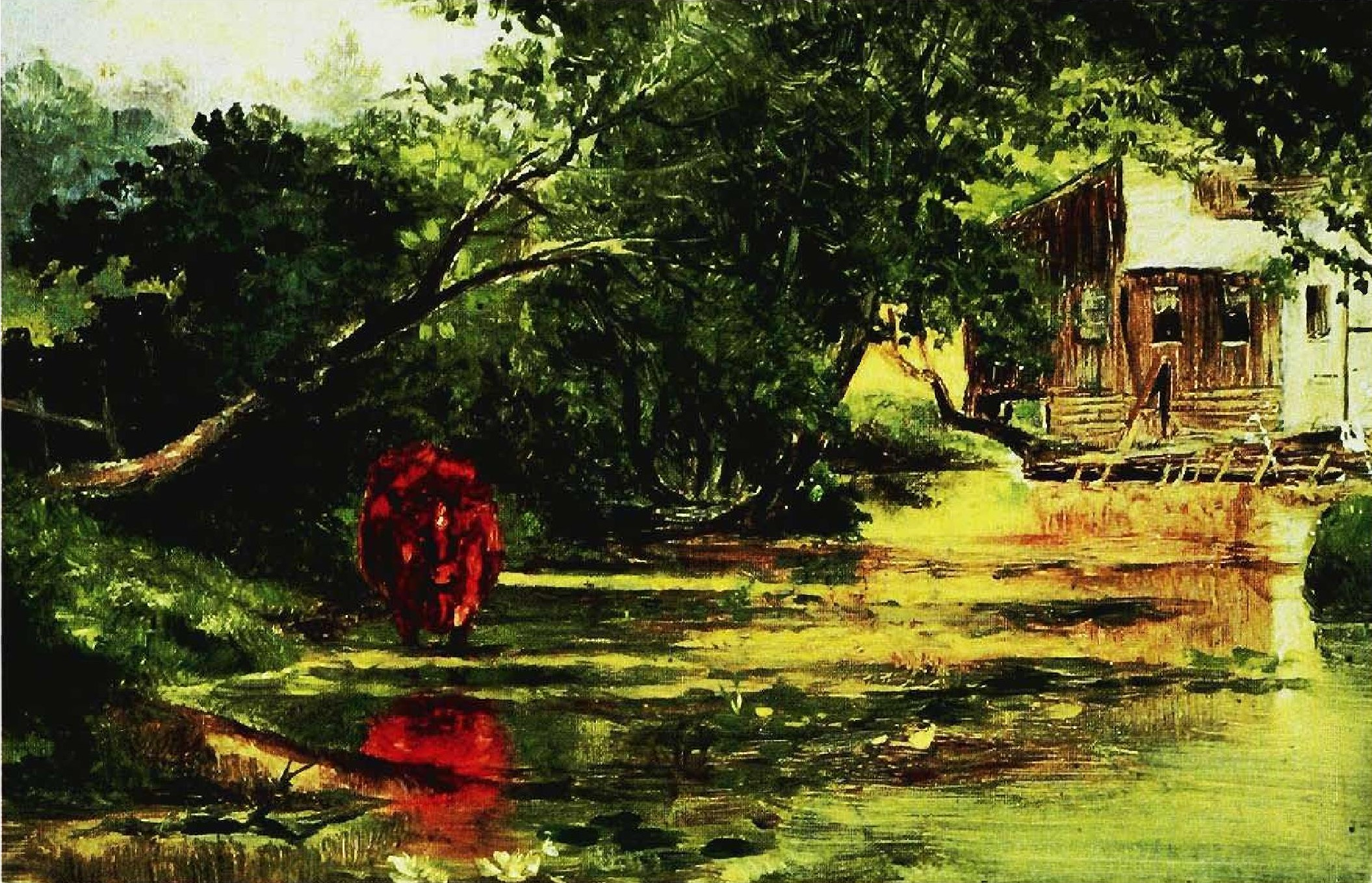
Kráva v řece, (asi 1880)